# Dixon (Montana)
Dixon – jednostka osadnicza w Stanach Zjednoczonych, w stanie Montana, w hrabstwie Sanders.